# Aleksandr Peresvet

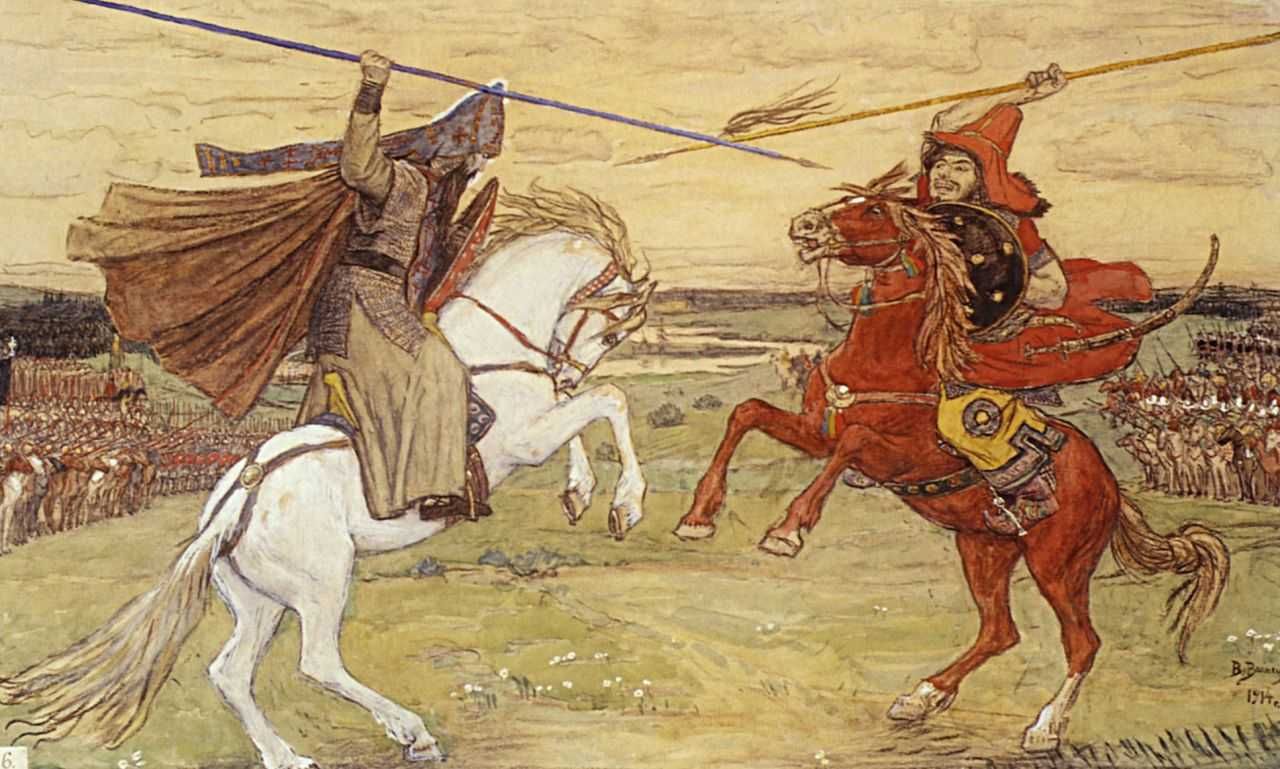
Combate individual de Peresvet contra Chelubéi antes de la Batalla de Kulikovo (Viktor Vasnetsov, 1914).

Aleksandr Peresvet (en ruso: Александр Пересвет) fue un monje cristiano ortodoxo ruso que se batió a duelo contra el campeón tártaro Chelubéi como preludio a la Batalla de Kulikovo, el 8 de septiembre de 1380. Ambos combatientes se mataron el uno al otro en la primera carga.
Se cree que era oriundo de la región de Bryansk y que ingresó al Monasterio de los Santos Boris y Gleb. Más tarde, al servicio de Dmitri Donskói, se trasladó al Monasterio de Pereslavl-Zaleski. Luego se dirigió al Monasterio de la Trinidad y de San Sergio, donde se hizo seguidor de Sergio de Rádonezh. Aleksandr y su amigo Rodión Oslyabya se unieron a las tropas rusas que se aproximaban a combatir a la Horda de Oro del comandante mongol Mamái.
En la mañana del 8 de septiembre una densa niebla cubría el Campo de Kulikovo. Al comienzo de la batalla, ambos ejércitos estaban separados por una delgada franja de tierra. De repente, el guerrero tártaro Chelubéi se adelantó a la formación mongola y retó a cualquier guerrero ruso a enfrentársele en un duelo. Aleksandr Peresvet cabalgó hacia adelante sin llevar casco ni armadura, solo sus ropajes monásticos con cruces bordadas. Ambos campeones cargaron al galope, matándose mutuamente con sus lanzas en el primer choque. Según la leyenda rusa, Peresvet no cayó de su caballo, cosa que sí hizo su rival mongol.
La Batalla de Kulikovo fue una victoria decisiva para Rusia y las bajas se contaron por docenas de miles en cada bando. Marcó el principio del fin de la dominación mongola sobre Rusia, que se concretaría un siglo más tarde con el encuentro en el Río Ugra. Se dice que los rusos fueron a Kulikovo como ciudadanos de diversos principados y regresaron como la nación unida de Rusia.
Los cuerpos de Peresvet y su camarada Rodión Oslyabya fueron llevados a Moscú, donde están enterrados en la Iglesia de Theotokos, en el Monasterio Símonov. Según algunas fuentes, Oslyabya sobrevivió a la batalla.

## Homenajes

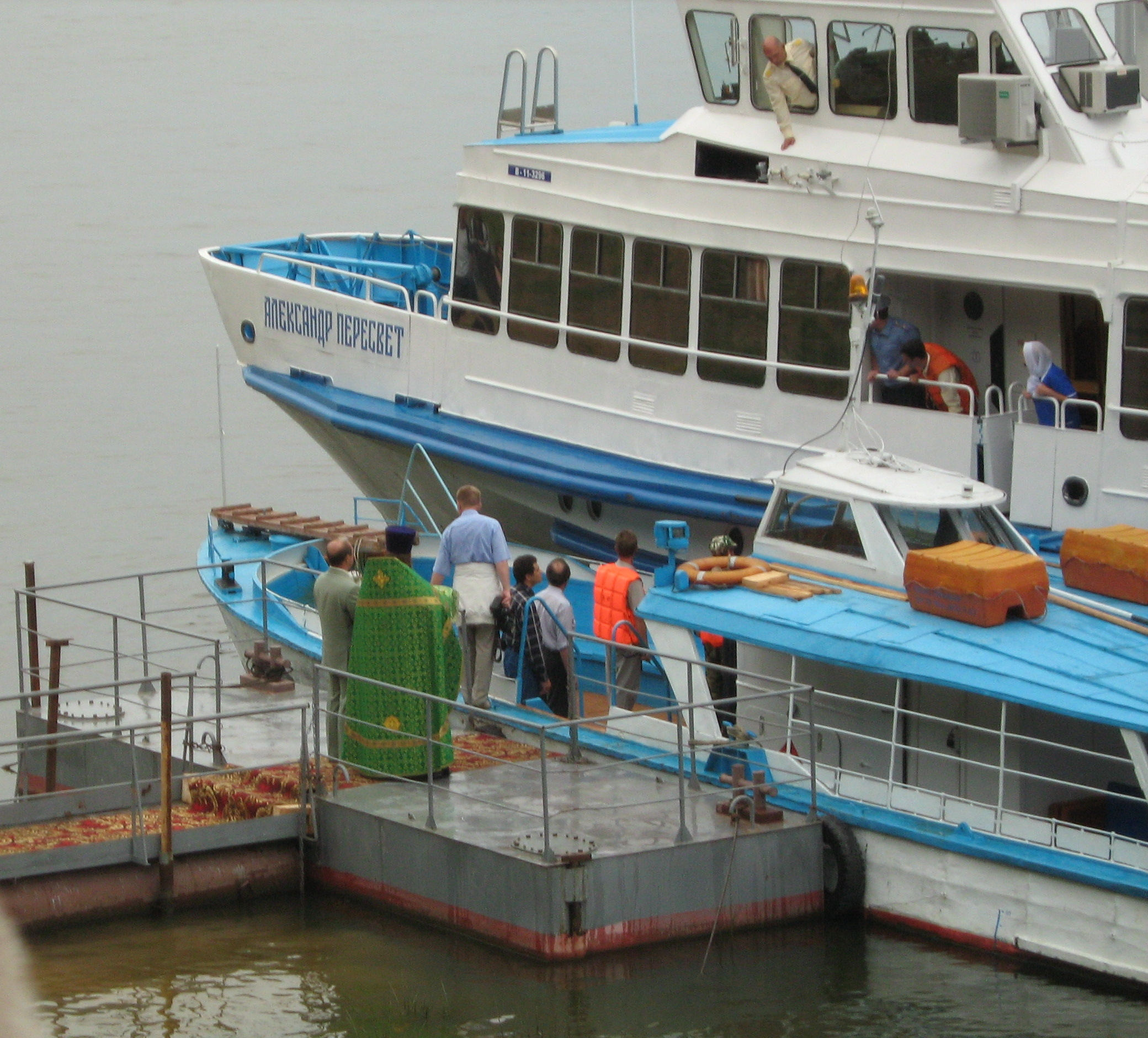
El barco Aleksandr Peresvet transportando reliquias desde Nizhny Nóvgorod hacia el Monasterio de Makáryev.

- La clase de acorazados Peresvet, que luchó en la Guerra Ruso-Japonesa de 1905.
- Un barco del Volga con el nombre Aleksandr Peresvet.
- La ciudad de Peresvet (~17.500 hab.), al noreste de Moscú.
- Un tren de alta velocidad que va de Moscú a San Petersburgo desde 2003.
- El nombre Peresvet se le otorgó a un sistema militar terrestre de armas láser presentado el 1 de marzo de 2018 por el presidente ruso Vladímir Putin.